# Tatiana Kutlíková
Tatiana Kutlíková (ur. 27 września 1972 w Rużomberku) – słowacka biathlonistka i biegaczka narciarska.

## Kariera
Karierę sportową rozpoczęła od biegów narciarskich. W Pucharze Świata w biegach narciarskich zadebiutowała 11 grudnia 1993 roku w Santa Caterina di Valfurva, zajmując 78. miejsce w biegu na 5 km techniką klasyczną. Pierwsze punkty wywalczyła 20 grudnia 1994 roku w Sappada, zajmując 30. miejsce w biegu na 5 km stylem dowolnym. Najlepszy wynik osiągnęła 9 stycznia 1996 roku w Štrbskim Plesie, gdzie rywalizację w biegu na 30 km stylem dowolnym ukończyła na siedemnastej pozycji. W klasyfikacji generalnej sezonu 1995/1996 zajęła ostatecznie 49. miejsce. W 1995 roku wystąpiła na mistrzostwach świata w Thunder Bay, gdzie jej najlepszym wynikiem było 23. miejsce na dystansie 30 km stylem dowolnym. Na rozgrywanych dwa lata później mistrzostwach świata w Trondheim plasowała się poza czołową trzydziestką. Wystąpiła też na igrzyskach olimpijskich w Lillehammer w 1994 roku, gdzie zajęła między innymi 35. miejsce w biegu łączonym i siódme w sztafecie.
Od 1997 roku zaczęła trenować biathlon. W biathlonowym Pucharze Świata zadebiutowała 6 grudnia 1997 roku w Lillehammer, gdzie zajęła 87. miejsce w sprincie. Pierwsze punkty zdobyła 7 grudnia 2000 roku w Anterselvie, zajmując 27. miejsce w tej samej konkurencji. Najlepszy indywidualny wynik osiągnęła 20 stycznia 2002 roku w Ruhpolding, kiedy zajęła 23. miejsce w biegu pościgowym. Ponadto 25 stycznia 2002 roku w Anterselvie wspólnie z Martiną Jašicovą, Anną Murínovą i Soňą Mihokovą zajęła trzecie miejsce w sztafecie. W klasyfikacji końcowej sezonu 2001/2002 zajęła 66. miejsce. W 1998 roku wystąpiła na mistrzostwach świata w Hochfilzen, gdzie zajęła 15. miejsce w biegu drużynowym. Zajęła też między innymi 50. miejsce w biegu indywidualnym podczas rozgrywanych rok później mistrzostw świata w Oslo/Kontiolahti. W 1998 roku wystartowała na igrzyskach olimpijskich w Nagano, zajmując czwarte miejsce w sztafecie. Brała też udział w igrzyskach w Salt Lake City w 2002 roku, gdzie uplasowała się na 64. pozycji w sprincie.

## Osiągnięcia w biathlonie

### Igrzyska olimpijskie
| Rok  | Miejscowość    | Konkurencje | Konkurencje | Konkurencje | Konkurencje | Konkurencje | Konkurencje | Konkurencje |
| Rok  | Miejscowość    | IN          | SP          | PU          | MS          | RL          | MR          | SR          |
| ---- | -------------- | ----------- | ----------- | ----------- | ----------- | ----------- | ----------- | ----------- |
| 1998 | Nagano         | –           | –           | nd.         | nd.         | 4.          | nd.         | –           |
| 2002 | Salt Lake City | –           | 64.         | –           | nd.         | –           | nd.         | –           |

### Mistrzostwa świata
| Rok  | Miejscowość      | Konkurencje | Konkurencje | Konkurencje | Konkurencje | Konkurencje | Konkurencje | Konkurencje |
| Rok  | Miejscowość      | IN          | SP          | PU          | MS          | RL          | MR          | SR          |
| ---- | ---------------- | ----------- | ----------- | ----------- | ----------- | ----------- | ----------- | ----------- |
| 1998 | Hochfilzen       | nd.         | nd.         | –           | nd.         | nd.         | nd.         | –           |
| 1999 | Oslo/Kontiolahti | 50.         | –           | –           | nd.         | –           | nd.         | –           |
| 2001 | Pokljuka         | 59.         | –           | –           | nd.         | –           | nd.         | –           |

### Puchar Świata

#### Miejsca w klasyfikacji generalnej
| Sezon     | Miejsce |
| --------- | ------- |
| 1997/1998 | –       |
| 1998/1999 | –       |
| 1999/2000 | –       |
| 2000/2001 | 73.     |
| 2001/2002 | 66.     |

## Osiągnięcia w biegach narciarskich

### Igrzyska olimpijskie
| Miejsce | Dzień     | Rok  | Miejscowość | Konkurencja             | Czas biegu | Strata   | Zwyciężczyni     |
| ------- | --------- | ---- | ----------- | ----------------------- | ---------- | -------- | ---------------- |
| 46.     | 13 lutego | 1994 | Lillehammer | 15 km stylem dowolnym   | 39:44,5    | +7:50,4  | Manuela Di Centa |
| 48.     | 15 lutego | 1994 | Lillehammer | 5 km stylem klasycznym  | 14:08,8    | +2:18,9  | Lubow Jegorowa   |
| 35.     | 17 lutego | 1994 | Lillehammer | 5+10 km pościgowy       | 41:38,9    | +5:14,8  | Lubow Jegorowa   |
| 7.      | 21 lutego | 1994 | Lillehammer | Sztafeta 4 × 5 km       | 57:12,5    | +3:47,7  | Rosja            |
| 43.     | 24 lutego | 1994 | Lillehammer | 30 km stylem klasycznym | 1:25:41,6  | +10:59,8 | Manuela Di Centa |

### Mistrzostwa świata
| Miejsce | Dzień     | Rok  | Miejscowość | Konkurencja             | Czas biegu | Strata  | Zwyciężczyni                   |
| ------- | --------- | ---- | ----------- | ----------------------- | ---------- | ------- | ------------------------------ |
| 36.     | 10 marca  | 1995 | Thunder Bay | 15 km stylem klasycznym | 41:27,5    | +5:55,9 | Larisa Łazutina                |
| 29.     | 12 marca  | 1995 | Thunder Bay | 5 km stylem klasycznym  | 15:23,7    | +1:31,7 | Larisa Łazutina                |
| 32.     | 14 marca  | 1995 | Thunder Bay | 5+10 km pościgowy       | 43:19,6    | +4:09,1 | Larisa Łazutina                |
| 23.     | 18 marca  | 1995 | Thunder Bay | 30 km stylem dowolnym   | 15:23,7    | +6:39,0 | Jelena Välbe                   |
| 41.     | 21 lutego | 1997 | Trondheim   | 15 km stylem dowolnym   | 36:28,2    | +4:11,8 | Jelena Välbe                   |
| 56.     | 23 lutego | 1997 | Trondheim   | 5 km stylem klasycznym  | 13:32,7    | +1:22,9 | Jelena Välbe                   |
| 50.     | 24 lutego | 1997 | Trondheim   | 5+10 km pościgowy       | 39:13,5    | +5:00,8 | Stefania Belmondo Jelena Välbe |
| 11.     | 27 lutego | 1997 | Trondheim   | Sztafeta 4 × 5 km       | 56:40,2    | +3:41,5 | Rosja                          |
| 38.     | 23 lutego | 1997 | Trondheim   | 30 km stylem klasycznym | 13:32,7    | +9:18,0 | Jelena Välbe                   |

### Puchar Świata

#### Miejsca w klasyfikacji generalnej
- sezon 1993/1994: –
- sezon 1994/1995: 57.
- sezon 1995/1996: 49.
- sezon 1996/1997: –